# Dover Township (Athens County, Ohio)
Dover Township ist eines von 14 Townships des Athens Countys im US-Bundesstaat Ohio. Nach der Volkszählung im Jahr 2020 waren hier 3387 Einwohner registriert.

## Geografie
Dover Township liegt im mittleren Nordwesten des Athens Countys im Südosten von Ohio und grenzt im Uhrzeigersinn an die Townships: Trimble Township, Homer Township im Morgan County, Ames Township, Canaan Township, Athens Township, Waterloo Township, York Township und Ward Township im Hocking County.

## Verwaltung
Das Township wird durch ein Board of Trustees, bestehend aus drei gewählten Mitgliedern, verwaltet. Zwei Personen werden jeweils im Jahr nach der Präsidentschaftswahl gewählt und eine jeweils im Jahr davor. Die Amtszeit dauert in der Regel vier Jahre und beginnt jeweils am 1. Januar. Daneben gibt es noch einen Township Clerk (Schriftführer), der ebenfalls im Jahr vor der Präsidentschaftswahl auf eine vierjährige Amtszeit gewählt wird. Dessen Amtszeit beginnt jeweils am 1. April.